# Aongstroemia fitzgeraldii
Aongstroemia fitzgeraldii är en bladmossart som först beskrevs av Ferdinand François Gabriel Renauld och Jules Cardot, och fick sitt nu gällande namn av C. Müller 1900. Aongstroemia fitzgeraldii ingår i släktet Aongstroemia och familjen Dicranaceae. Inga underarter finns listade i Catalogue of Life.